# ソロモナ・タイレル
ソロモナ・タイレル（Solomona Tyrell、2002年2月22日 - ）は、ニュージーランド出身のラグビーユニオン選手。ジャパンラグビーリーグワンのトヨタヴェルブリッツに所属している。

## 略歴
ニュージーランドで生まれ育つ。両親はサモア出身。
ニュージーランドのハミルトンボーイズ高校時代、2019年にU17ハーレイクイーンンズ地区代表となる。2020年にはオールニュージーランド高校大会で優勝を果たす。2020年、U18ワイカトチーフス代表に選ばれた。
2021年、岡山県岡山市にある環太平洋大学（IPU）に留学生として入学。翌2022年6月（2年次）から2024年（4年次）まで、環太平洋大学ラグビー部に所属した。
2025年8月、ジャパンラグビーリーグワンのトヨタヴェルブリッツに加入。